# Mini Clubman
Mini Clubman — универсал, выпускающийся корпорацией BMW под маркой Mini. Первые фото автомобиля появились в сети в июле 2007 года. Впервые был представлен в 2008 году, как вариант обычного Mini. Заряжённая версия Mini Clubman Cooper JCW была представлена весной следующего года.

## Дизайн
Универсал в целом похож на двухдверный хетчбэк, однако он на 240 мм длиннее, его заднее пространство для ног и багажник выросли на 160 мм, а колёсная база удлинилась на 80 мм. Стандартный Clubman на 63,5 килограмма тяжелее Hatch.
Распашная задняя дверь Clubman, известная как Splitdoors, состоит из двух створок с широко разнесенными креплениями, открывается она в разные стороны. Боковая дверь универсала, называемая производителем Clubdoor, находится на правой пассажирской стороне и открывается против движения. Боковая дверь Clubdoor всегда находится только на правой стороне автомобиля, независимо от рынка сбыта и расположения руля.
В 2007 году британский журнал Torque прокомментировал дизайн автомобиля так: «По сути, дизайн Shooting-brake».

Название Clubman является отсылкой к существовавшему ранее автомобилю. Раньше, в 1970 годах, уже выпускался Mini Clubman. Так называли рестайлинговую версию обычного Mini, которая имела менее квадратную заднюю часть, в то время как универсалы Mini назывались Traveller или Countryman. Тем не менее, BMW не покупали права на название автомобиля (раньше Mini принадлежал British Leyland).

## Первое поколение
Clubman выпускался в стандартных для всех автомобилей Mini комплектациях: One, Cooper, Cooper D (дизельная версия), Cooper S, Cooper SD (дизельная версия) и заряжённая версия JCW (отредактированная тюнинг-ателье John Cooper Works). Комплектация One D не доступна для универсала. Цены в России начинались с отметки 820 000 руб. за комплектацию Cooper с МКПП и заканчиваются на отметке 1 465 000 руб. за JCW.

### Двигатели
Как и на остальных автомобилях компании, на Clubman устанавливались стандартные четырёхцилиндровые двигатели, расположенные поперечно, объёмом 1,6 литра, как бензиновые, так и дизельные. Крутящий момент передаётся через 6-ступенчатые механическую или автоматическую коробки передач. Кроме того, автомобиль имеет схожее строение подвески, дизайн, а также части экстерьера.
- Тормоза — вентилированные, дисковые (передние).
- Тормозные диски — передние 294 мм, задние 259 мм.
- Передняя подвеска — независимая, пружинная, типа Макферсон, со стабилизатором поперечной устойчивости.
- Задняя подвеска — независимая, пружинная, многорычажная, со стабилизатором поперечной устойчивости.
- Размерность шин — 195/55 R16, дисков — 6,5Jx16.
- Рулевое управление — с усилителем.

### Безопасность
Clubman имеет 6 подушек безопасности, электронный контроль устойчивости, систему помощи при торможении, электронное распределение тормозных усилий.

### Галерея

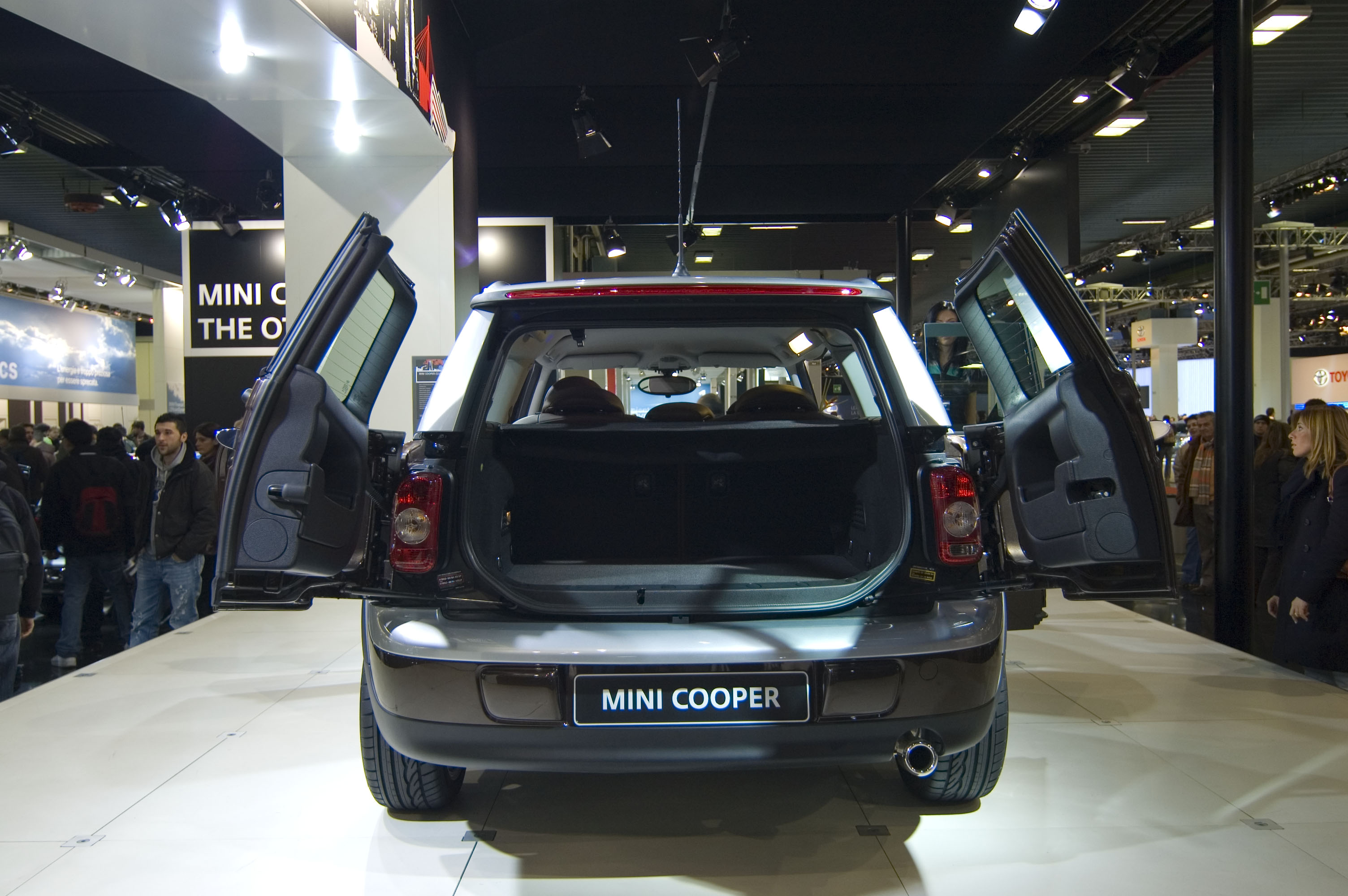
Распашные задние двери
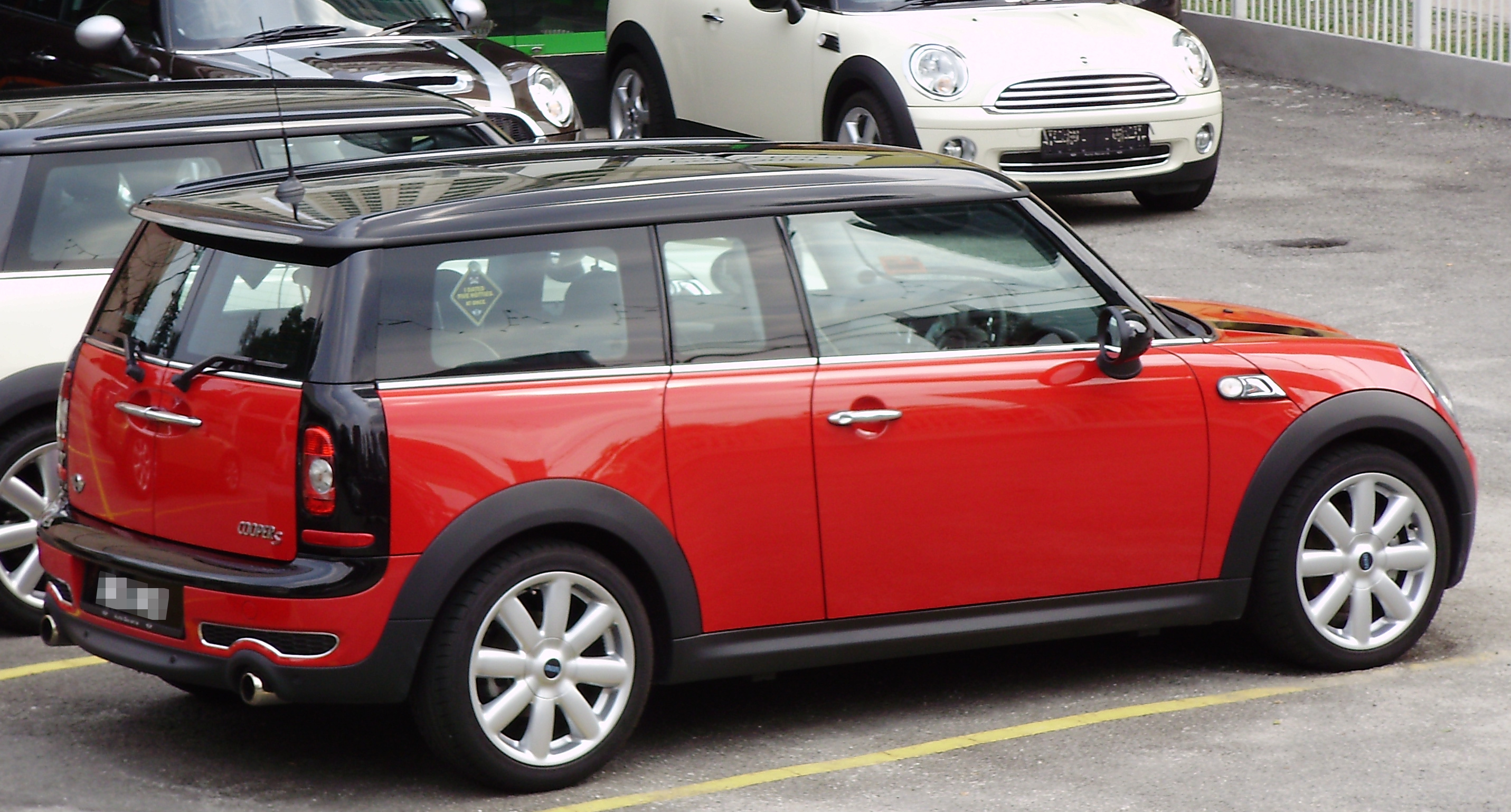
Вид сзади
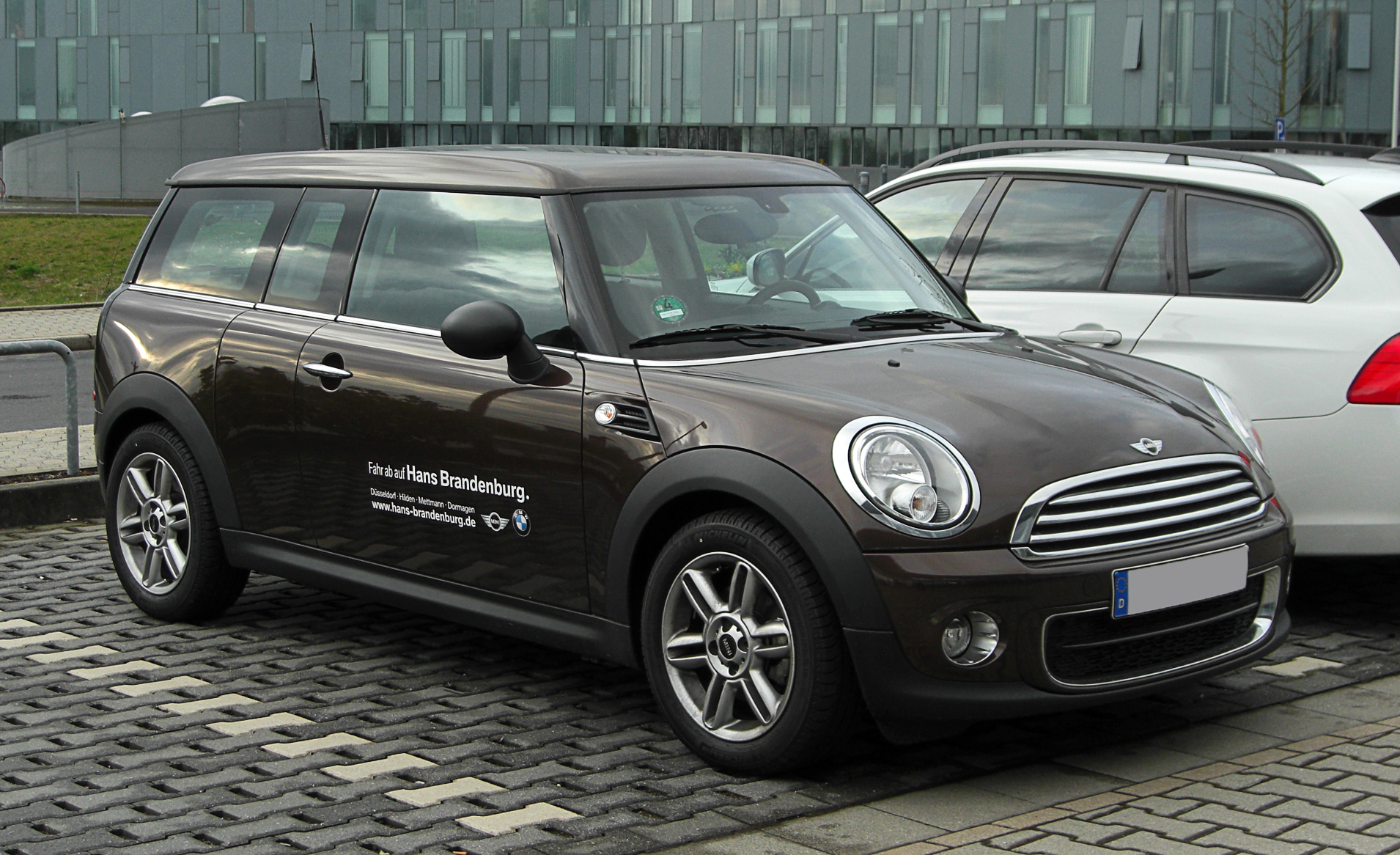
Рестайлинговая версия
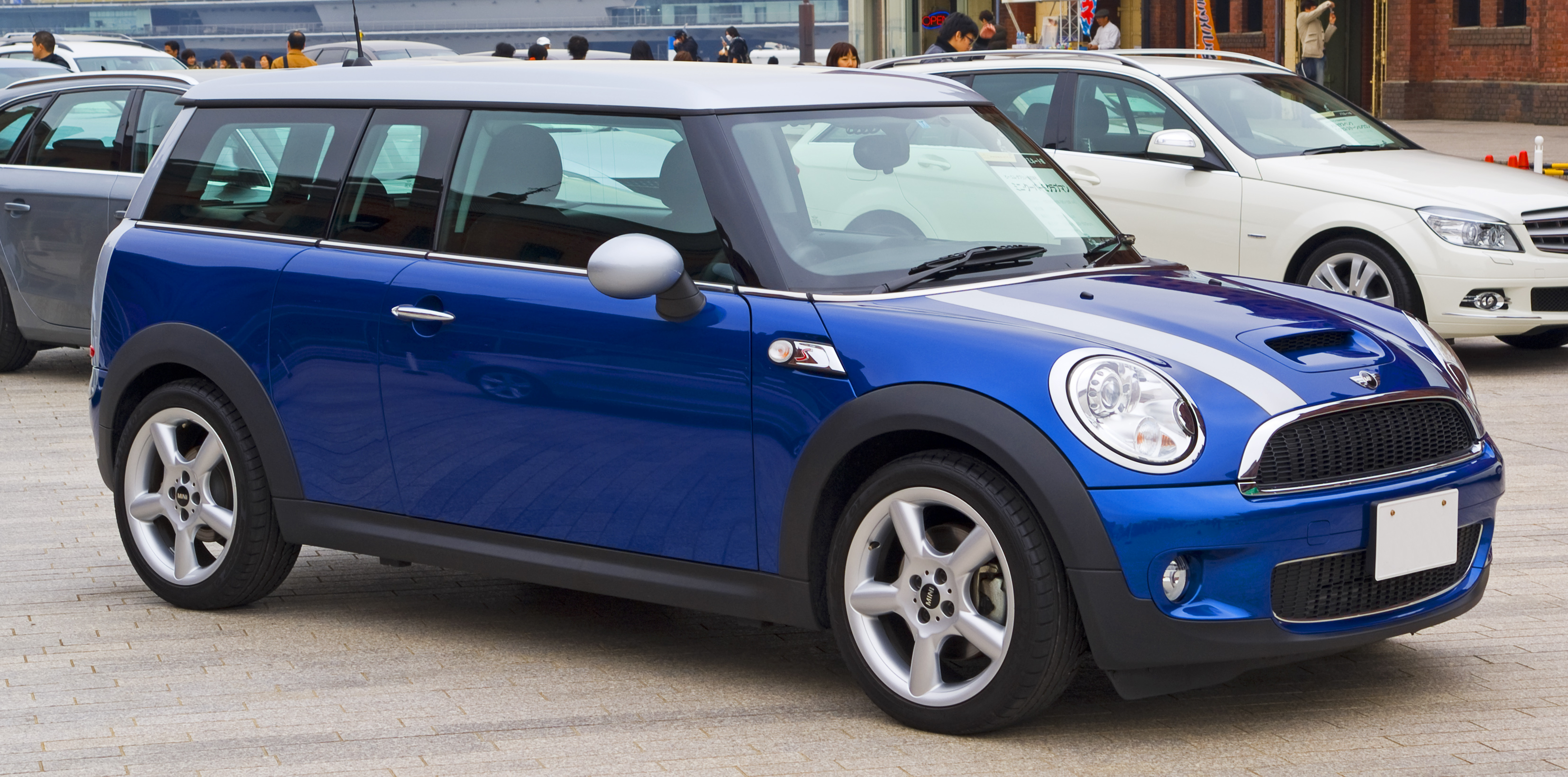
Cooper S
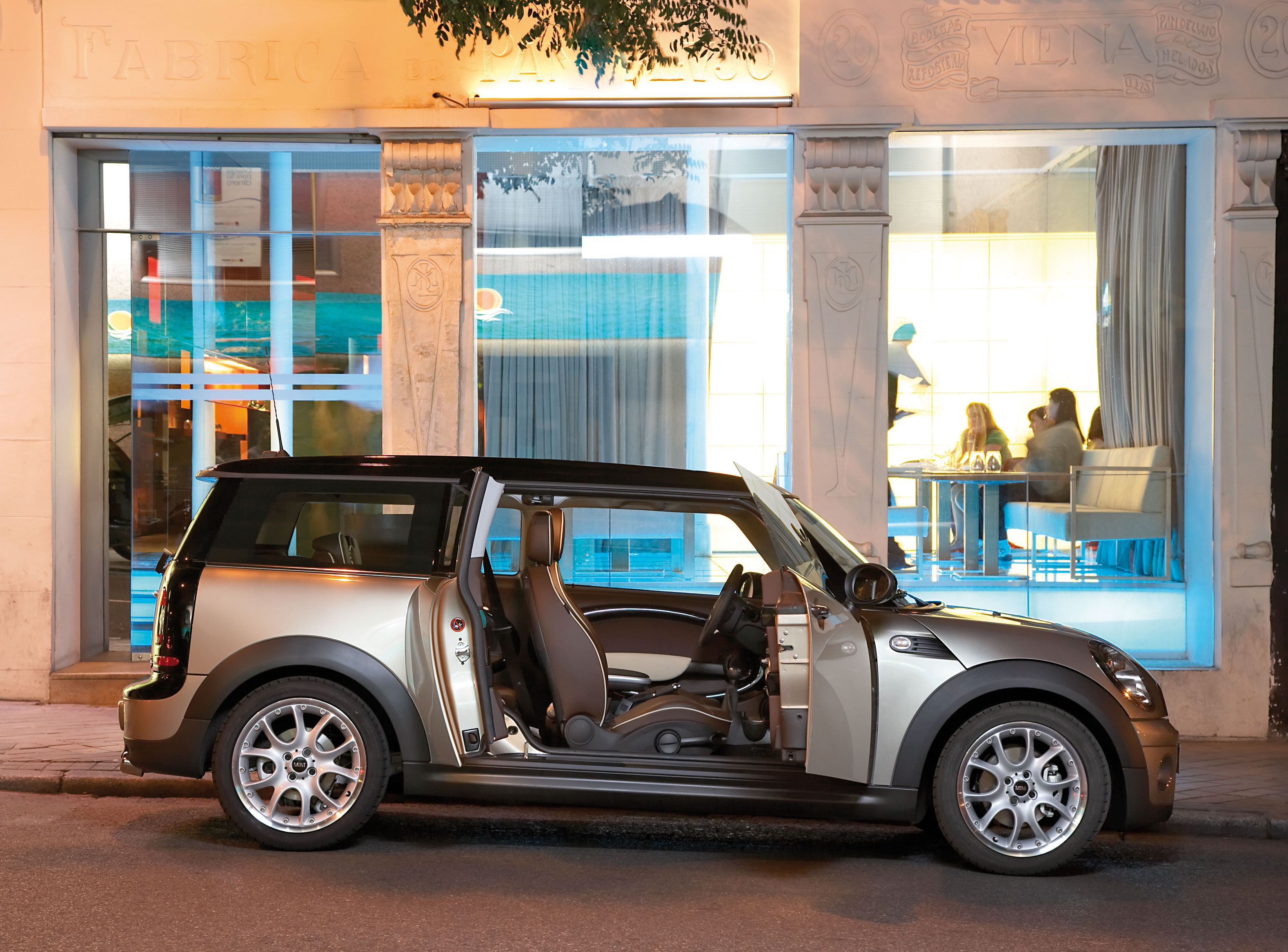
Боковые двери

## Второе поколение

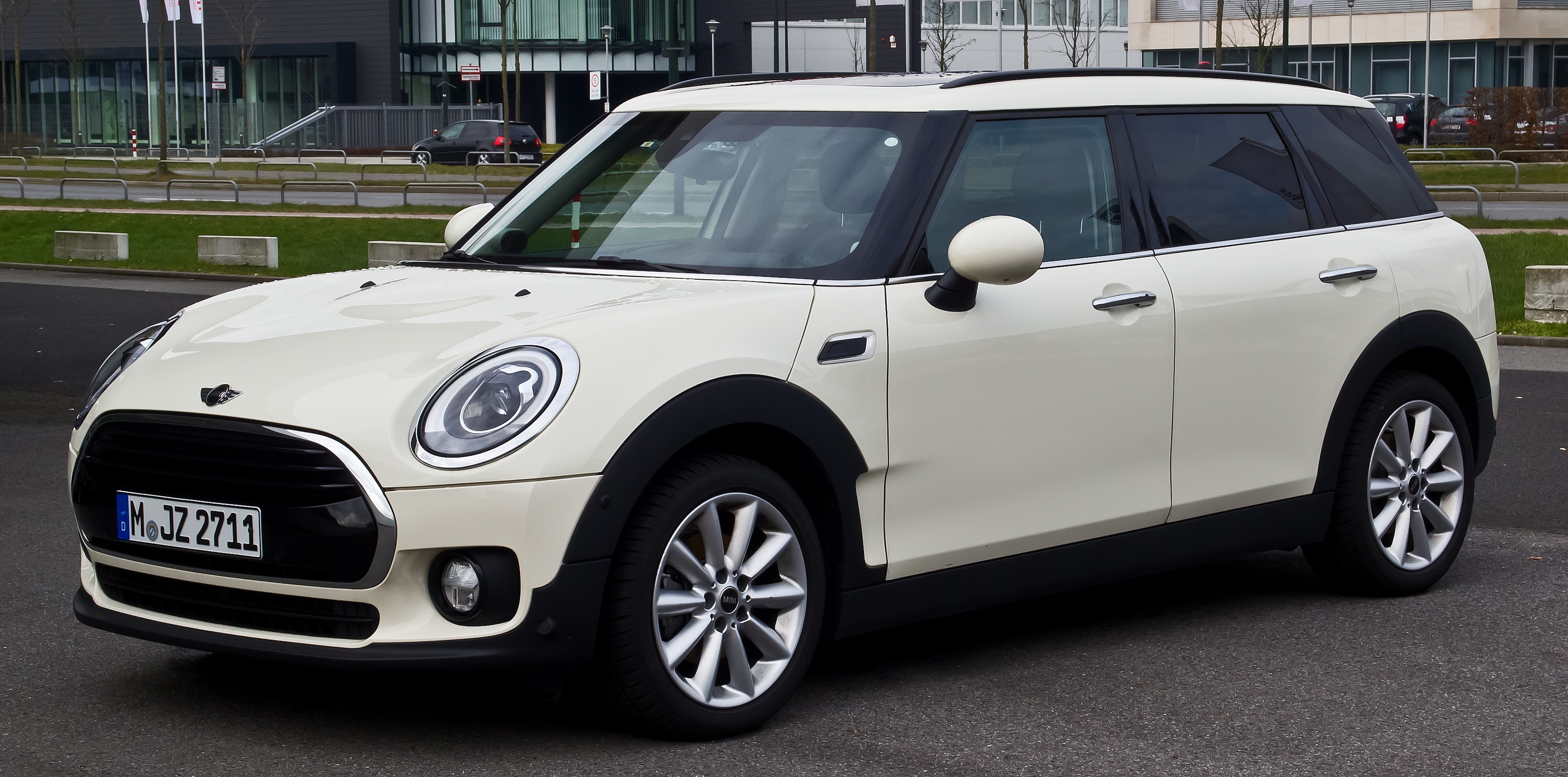
2 поколение

Второе поколение было представлено в 2014 году на Женевском автосалоне.

### Безопасность
| Euro NCAP                                                    | Euro NCAP | Euro NCAP | Euro NCAP             |
| ------------------------------------------------------------ | --------- | --------- | --------------------- |
| · общий рейтинг                                              |           |           |                       |
| 90%                                                          | 68%       | 68%       | 67%                   |
| взрослый пассажир                                            | ребёнок   | пешеход   | активная безопасность |
| Протестированная модель: MINI Clubman Cooper 1.5, RHD (2015) |           |           |                       |